# Naruko
Naruko (în japoneză 鳴子?, naruko) este un obiect de lemn folosit în trecut ca sperietoare de păsări sau, actualmente, ca instrument muzical accesoriu pentru dansul tradițional japonez numit yosakoi. Culorile tradiționale folosite sunt negru, galben și roșu, dar în ziua de astăzi grupurile de dans yosakoi își confecționează naruko în diferite culori.

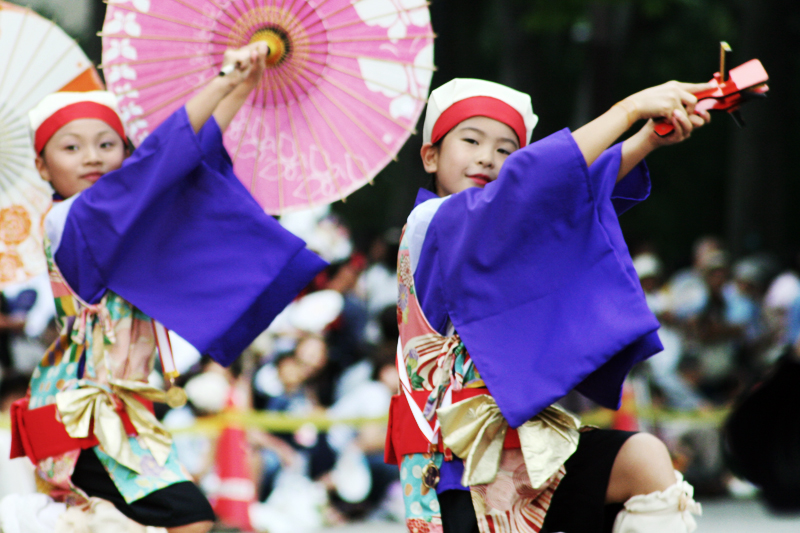
Dansatori yosakoi cu naruko în mână (dreapta)

Sunetul este oarecum asemănător cu cel produs de castaniete.

## Galerie

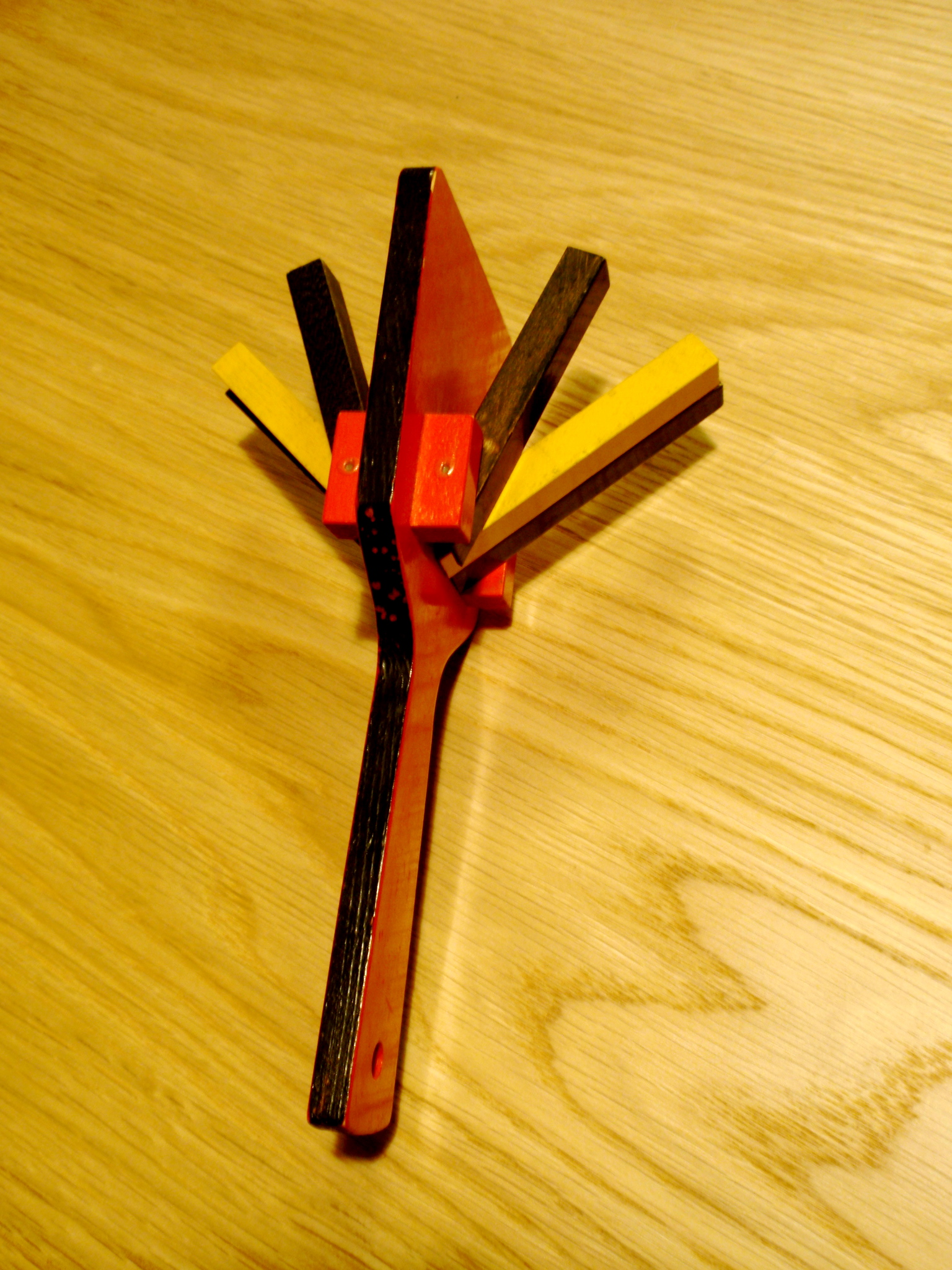
Naruko deschis
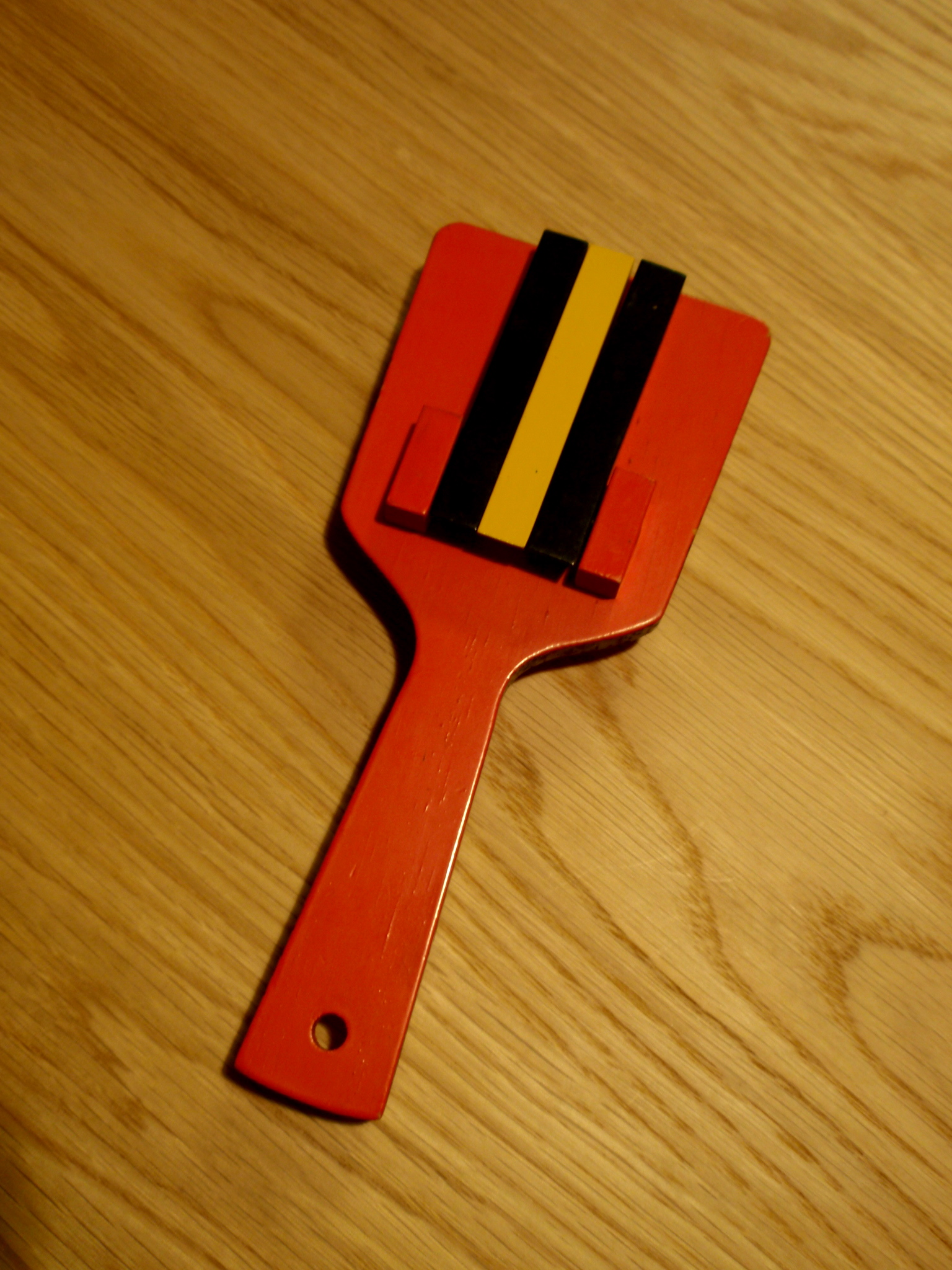
Naruko închis